# Justoc de Vannes
Justoc, ou Iustoc, (br) Justok (la) Iustocus, (mort vers 756) est un ecclésiastique armoricain qui fut évêque de Vannes au VIIIe siècle.
Ignoré de la Gallia Christiana, Justoc serait, selon les listes épiscopales d'Augustin du Paz ou d'Albert Le Grand, respectivement le 20e ou le 27e évêque de Vannes. Son épiscopat suit celui de Gobrien, mort vers 725. Considéré localement comme saint, il serait mort en 756.

## Source
- Liste officielle des prélats du diocèse de Vannes de l'Église catholique Diocèse de Vannes Liste chronologique des Évêques de Vannes .